# USS Commodore Perry
USS Commodore Perry — канонерская лодка, принимавшая участие в Гражданской войне в США в составе Военно-морского флота Союза (англ. Union Navy). После окончания войны исключена из списков флота и продана.

## Постройка
Построен как колёсный паром в 1859 году на нью-йоркской верфи «Stack and Joyce».

## Служба
Куплен флотом 2 октября 1861 года и включён в состав флота месяцем позднее.
Назван в честь коммодора Оливера Перри, командовавшего американским флотом на озере Эри во время Англо-американской войны.

### Участие в Гражданской войне

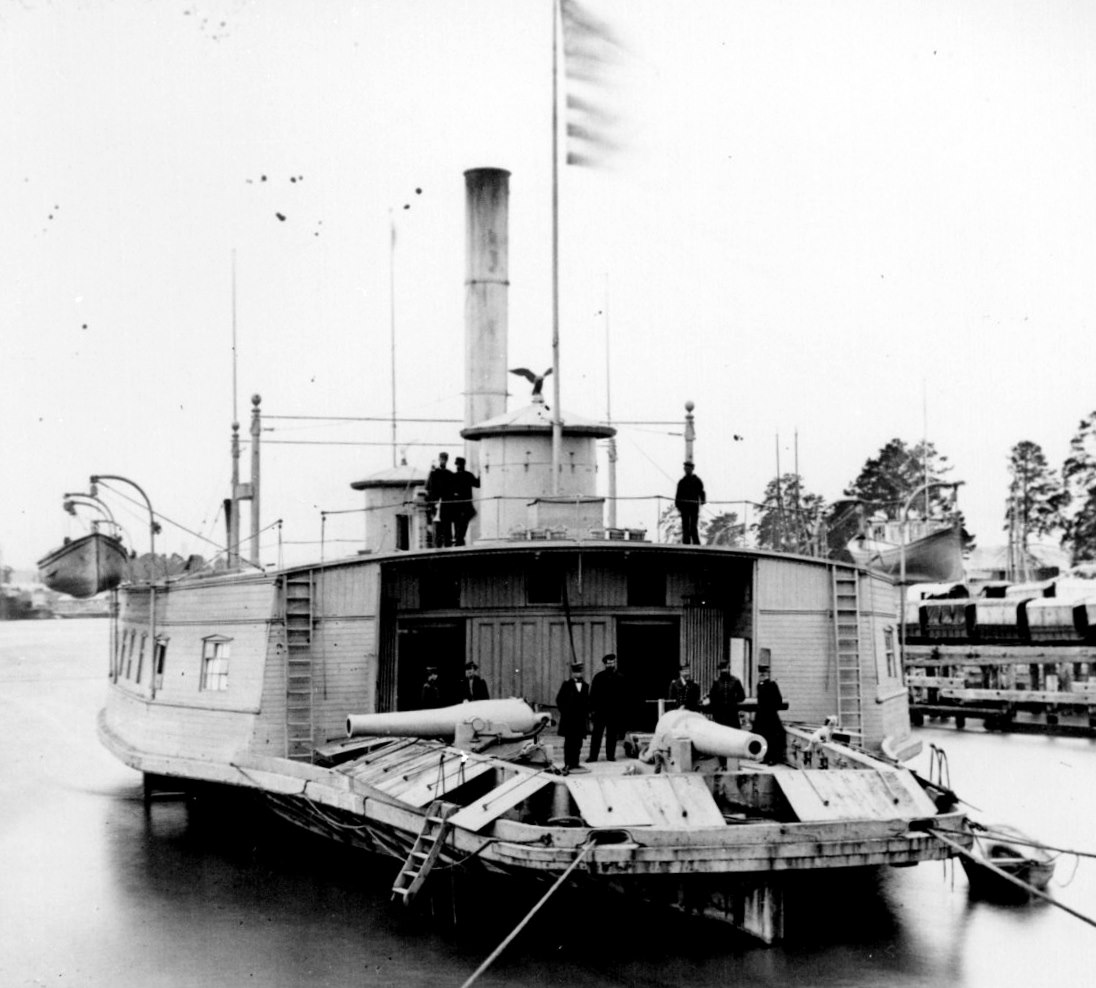
Commodore Perry в 1864 году.

17 января 1862 года Commodore Perry вышел из Хэмптон-Роудс на соединение с Северо-атлантической блокирующей эскадрой.
7-8 февраля поддерживал высадку десанта на остров Роанок, закончившуюся капитуляцией гарнизона южан.
10 февраля принял участие в захвате Элизабет-сити, а на следующий день, 11 февраля, захватил шхуну Lynnhaven.
3 октября принял участие в операции по захвату Франклина (Виргиния).
10 декабря — в захвате Плимута (Северная Каролина).
30 января участвовал в захвате Хертфорда (Северная Каролина), после чего был направлен на патрульную службу в район Памлико-саунд и Албемарл-саунд, в ходе которой неоднократно участвовал в стычках с небольшими отрядами конфедератов, действовавших на побережье.
В конце 1863 года прошёл ремонт в Норфолке, а затем и в Балтиморе, после чего вернулся в свою эскадру. До конца войны участвовал в патрулировании и поддержке десантов в прибрежных и внутренних водах Виргинии.

### После войны
12 июня 1865 года вышел из Норфолка в Нью-Йорк, где и был выведен из состава флота 26 июня.
12 июля был продан за 16500 долларов.